# 伊万里市立山代西小学校
伊万里市立山代西小学校（いまりしりつやましろにししょうがっこう）は佐賀県伊万里市山代町西分にある市立の小学校。

## 概要

### 歴史
1872年（明治5年）に創立した「立岩小学校」と「西分小学校」を前身とする。数回の改組・改称を経て、現校名になったのは1954年（昭和29年）。2022年（令和4年）に創立150周年を迎える。

### 校章
中央に校名の略称「西」の文字を図案化したものを置いている。

### 通学区域
住所表記で伊万里市の後に「浦崎、川南、立岩（たちいわ）、西分（にしぶん）、向山、西大久保、野々頭、東分（ひがしぶん）」が続く地域。

## 沿革
- 1872年（明治5年）
  - 8月 - 学制に基づき、松浦郡山代郷は「第六大学区、第八中学区、第十一小学区」に分けられる。
    - 第十一小学区は更に里、脇野、長浜、久原、立岩、西分の6分校区に分けられた。

  - この年 - 石丸源順が立岩に、大庭良伯が西分に小屋を建て、後に学校とする。
- 1873年（明治6年）[2]- 統合により「佐賀県管下 第六大学区 第八中学区 楠久小学校 立岩分校・西分分校」となる。
- 1876年（明治9年）- 佐賀県のうち、松浦郡と杵島郡が長崎県に編入され、長崎県の学校となる。
- 1877年（明治10年） - 立岩分校・西分分校が「立岩小学校」（立岩本校と西分分校）として独立。立岩門の上と西分に校舎を新築。
- 1883年（明治16年）
  - 5月 - 長崎県から旧佐賀県の地域が分離し、佐賀県として独立。再び佐賀県の学校となる。
  - この年 - 西分に校舎を増築し、全生徒を収容。
- 1884年（明治17年）- 校名を「立成小学校」に改める。
- 1886年（明治19年）- 小学校令の施行により、尋常科（4年制）を設置の上、「尋常立成小学校」に改称。
- 1889年（明治22年）- 町村制の施行により、西山代村立の小学校となる。「立成尋常小学校」に改称。
- 1901年（明治34年）- 高等科を併置の上、「西山代第二尋常高等小学校」に改称。
- 1907年（明治40年）- 小学校令改正により、義務教育年限（尋常科の修業年限）が4年から6年に延長される。
- 1908年（明治41年）- 小学校令改正を受け、従来の高等科1年を尋常科5年に、高等科2年を尋常科6年に、高等科3年・4年を、（新）高等科1・2年とする。
- 1910年（明治43年）- 西分字筒次郎（現在地）に移転を完了。
- 1921年（大正10年）- 校舎を増築。
- 1936年（昭和11年）4月 - 西山代村が町制施行で山代町となる。これに伴い、「山代第二尋常高等小学校」に改称。
- 1941年（昭和16年）4月1日 - 国民学校令の施行により、「山代第二国民学校」に改称。尋常科を初等科に改める（初等科6年・高等科2年）。
- 1947年（昭和22年）4月1日 - 学制改革（六・三制）の実施により、国民学校初等科が「山代町立西小学校」に改組・改称。
  - 国民学校高等科は青年学校普通科と統合され、新制中学校「山代町立山代中学校」に改組された。
  - 中学校校舎完成までの間、小学校校舎一部を貸与。
- 1948年（昭和23年）- 中学校への校舎一部の貸与を終了。
- 1954年（昭和29年）4月1日 - 町村合併により、伊万里市が市制施行。これにより「伊万里市立山代西小学校」（現校名）に改称。
- 1963年（昭和38年）4月1日 - 特殊学級を設置。
- 1967年（昭和42年）- 完全給食を開始。
- 1995年（平成7年）- 新校舎が完成。

## 主な進学先
中学校区は伊万里市立山代中学校。

## アクセス

### 最寄りの鉄道駅
- 松浦鉄道（MR）西九州線
  - 「浦ノ崎駅」

### 最寄りのバス停留所
- 西肥自動車「山代西小学校入口」バス停留所

### 最寄りの幹線道路
- 佐賀県道316号川内野浦ノ崎港線

## 周辺
- 西分公民館
- 天福寺
- 西分川

## 参考資料
- 「伊万里市史 教育・人物編」（2003年（平成15年）3月31日発行, 伊万里市）p.386 - p.388